# Mick Makker
Mick Makker (Blaricum, 5 de febrero de 1993) es un deportista neerlandés que compite en remo.
Participó en los Juegos Olímpicos de París 2024, obteniendo una medalla de plata en la prueba de ocho con timonel.
Ganó dos medallas de plata en el Campeonato Mundial de Remo, en los años 2022 y 2023, y tres medallas en el Campeonato Europeo de Remo entre los años 2022 y 2025.

## Palmarés internacional
| Juegos Olímpicos   | Juegos Olímpicos         | Juegos Olímpicos  | Juegos Olímpicos |
| Año                | Lugar                    | Medalla           | Prueba           |
| ------------------ | ------------------------ | ----------------- | ---------------- |
| 2024               | París (Francia)          | Medalla de plata  | Ocho con timonel |
| Campeonato Mundial |                          |                   |                  |
| Año                | Lugar                    | Medalla           | Prueba           |
| 2022               | Račice (República Checa) | Medalla de plata  | Ocho con timonel |
| 2023               | Belgrado (Serbia)        | Medalla de plata  | Ocho con timonel |
| Campeonato Europeo |                          |                   |                  |
| Año                | Lugar                    | Medalla           | Prueba           |
| 2022               | Múnich (Alemania)        | Medalla de plata  | Ocho con timonel |
| 2023               | Bled (Eslovenia)         | Medalla de bronce | Ocho con timonel |
| 2025               | Plovdiv (Bulgaria)       | Medalla de plata  | Ocho con timonel |